# 시각화 (그래픽)

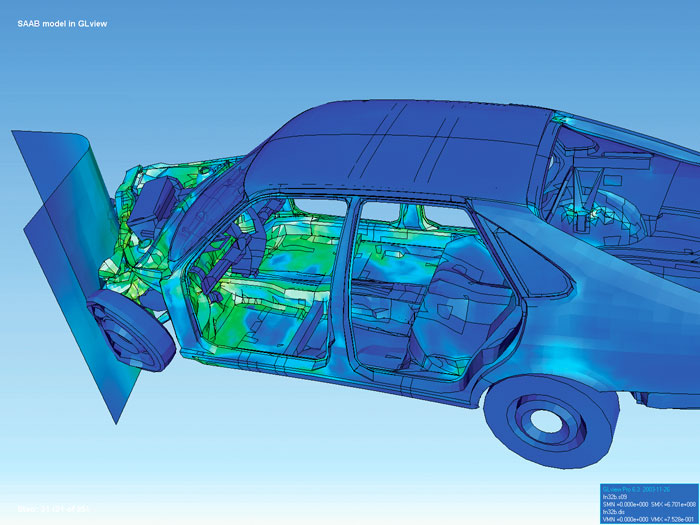
유한 요소 해석 을 사용하여 비대칭 충돌에서 자동차가 어떻게 변형되는지 시각화

시각화는 메시지를 전달하기 위해 이미지, 다이어그램 또는 애니메이션을 만드는 모든 기술이다. 시각적 이미지를 통한 시각화는 인류의 여명기부터 추상적이고 구체적인 아이디어를 전달하는 효과적인 방법이었다. 역사의 예로는 동굴 벽화, 이집트 상형 문자, 그리스 기하학, 엔지니어링 및 과학적 목적을 위한 레오나르도 다 빈치의 혁신적인 기술 드로잉 방법이 있다.
오늘날 시각화는 과학, 교육, 엔지니어링(예: 제품 시각화), 대화형 멀티미디어, 의학 등에서 응용이 계속 확장되고 있다. 시각화 응용 프로그램의 대표적인 분야는 컴퓨터 그래픽 분야이다. 컴퓨터 그래픽(및 3D 컴퓨터 그래픽 )의 발명은 르네상스 시대의 중심 원근법 이 발명된 이후 시각화에서 가장 중요한 발전이라고 할 수 있다. 애니메이션의 발전도 시각화를 발전시키는 데 도움이 되었다.

## 개요

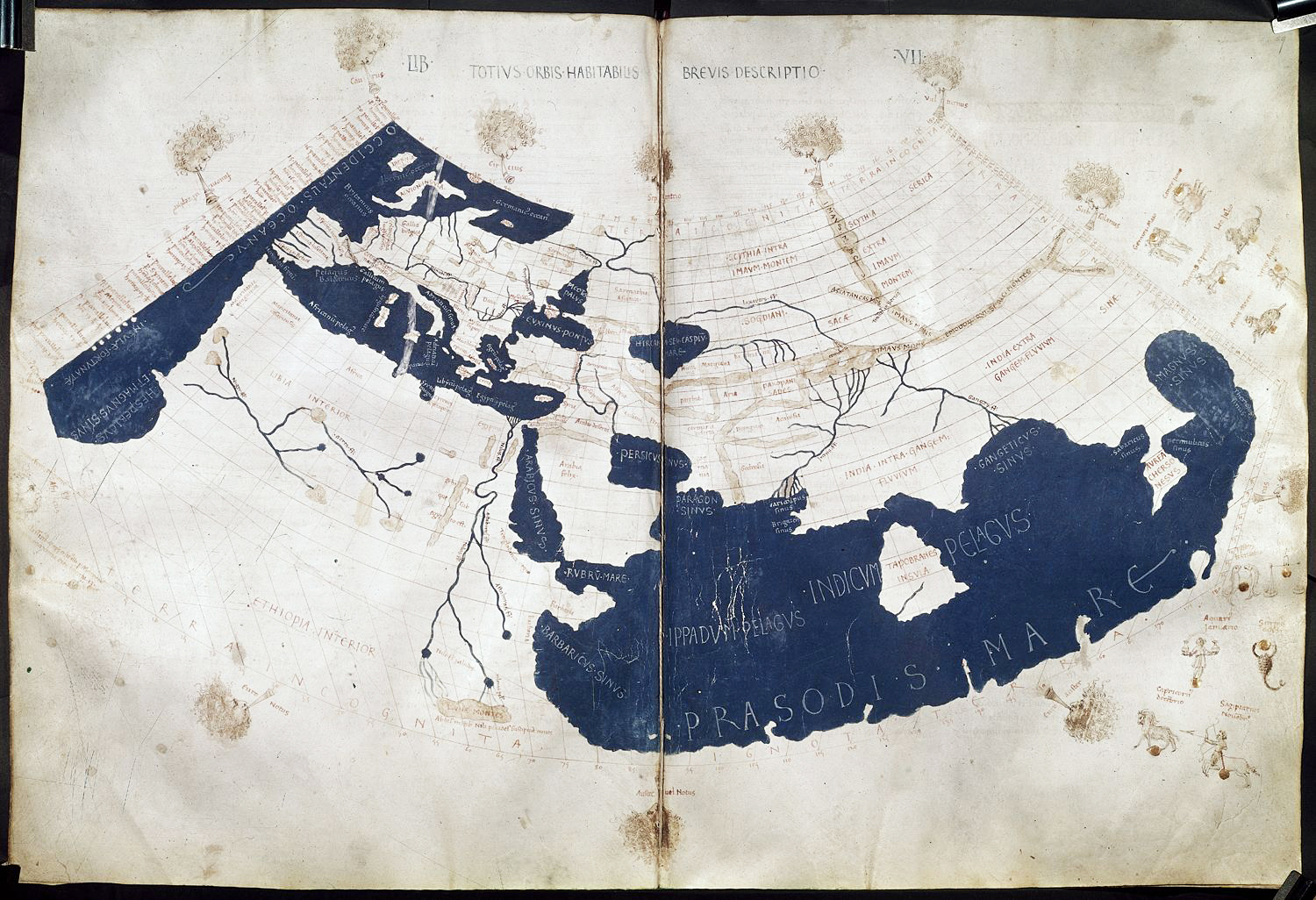
프톨레마이오스의 지리학 (150년경)에서 재구성된 프톨레마이오스 세계지도, "Taprobane" 섬(스리랑카, 특대형)과 "Aurea" 섬 너머 맨 오른쪽에 있는 " Serica "와 "Sinae"(중국) 국가를 나타낸다. Chersonesus" (동남아 반도)

Charles Minard 의 나폴레옹 행진 정보 그래픽

정보를 제시하기 위해 시각화를 사용하는 것은 새로운 현상이 아니다. 천년 이상 동안 지도, 과학 도면 및 데이터 플롯에 사용되었다. 지도 제작의 예로는 프톨레마이오스의 지리학 (AD 2세기), 중국 지도(AD 1137년), 1세기 반 전 나폴레옹의 러시아 침공을 그린 Minard의 지도(1861년) 등이 있다. 이러한 이미지를 고안하면서 배운 대부분의 개념은 컴퓨터 시각화에 직접적인 방식으로 이어진다. Edward Tuft는 이러한 원칙 중 많은 부분을 설명하는 세 권의 책을 저술했다.
컴퓨터 그래픽은 처음부터 과학적 문제를 연구하는 데 사용되었다. 그러나 초기에는 그래픽 성능이 부족하여 유용성이 제한되는 경우가 많았다. 최근 시각화에 대한 강조는 Computer Graphics의 특별호인 Visualization in Scientific Computing의 출판과 함께 1987년에 시작되었다. 그 이후로 IEEE Computer Society와 ACM SIGGRAPH가 공동 후원하는 여러 회의와 워크샵이 있어 볼륨 시각화와 같은 분야의 일반적인 주제와 특정 분야에 전념했다.
대부분의 사람들은 텔레비전에서 기상 정보를 제공하는 동안 기상 데이터를 제공하기 위해 제작된 디지털 애니메이션에 익숙하다. 그러나 이러한 프로그램에 표시되는 실제 모델과 위성 사진을 구별할 수 있는 사람은 거의 없다. 또한 TV는 도로나 비행기 사고를 컴퓨터로 그리고 애니메이션으로 재구성한 영상을 보여줄 때 과학적 시각화를 제공한다. 과학적 시각화의 가장 인기 있는 예 중 일부는 실제 우주선이 실제 우주선, 지구 저 너머의 공허 또는 다른 행성에서 작동하는 모습을 보여주는 컴퓨터 생성 이미지이다.  교육용 애니메이션이나 타임라인과 같은 동적 형태의 시각화는 시간이 지남에 따라 변화하는 시스템에 대한 학습을 향상시킬 수 있는 잠재력을 가지고 있다.
대화형 시각화와 애니메이션의 구분을 제외하고 가장 유용한 분류는 아마도 추상 및 모델 기반 과학적 시각화일 것이다. 추상 시각화는 2D 또는 3D로 완전히 개념적 구성을 보여준다. 이러한 생성된 모양은 완전히 임의적이다. 모델 기반 시각화는 실제 또는 디지털로 구성된 현실 이미지에 데이터 오버레이를 배치하거나 과학 데이터에서 직접 실제 객체의 디지털 구성을 만든다.
과학적 시각화는 일반적으로 특수 소프트웨어를 사용하여 수행되지만 아래에 언급된 몇 가지 예외가 있다. 이러한 특수 프로그램 중 일부는 소프트웨어 도구를 공유하고 소스 코드에 대한 액세스를 제공하는 것이 일반적인 학문 환경 내에서 매우 자주 대학에서 시작된 오픈 소스 소프트웨어로 나왔다. 과학적 시각화 도구의 많은 독점 소프트웨어 패키지도 있다.
시각화 구축을 위한 모델 및 프레임워크에는 AVS, IRIS Explorer 및 VTK 툴킷과 같은 시스템에서 널리 사용되는 데이터 흐름 모델과 Spreadsheet for Visualization 및 Spreadsheet for Images와 같은 스프레드시트 시스템의 데이터 상태 모델이 포함된다.

## 적용

### 과학적 시각화

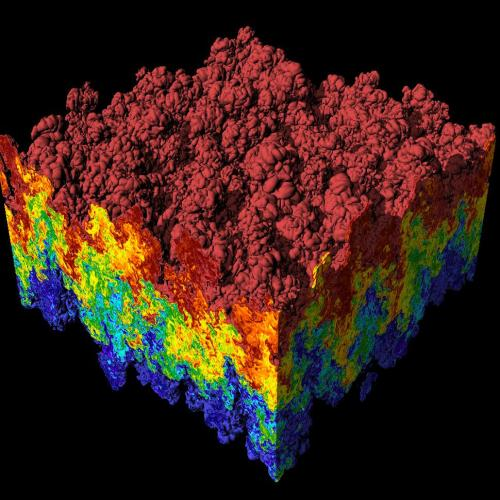
두 가지 혼합 유체 로 인한 Raleigh-Taylor 불안정성의 시뮬레이션

컴퓨터 과학의 주제로서 과학적 시각화는 인지, 가설 구축 및 추론 을 강화하기 위해 추상 데이터의 대화식, 감각적 표현(일반적으로 시각적인 표현)을 사용하는 것이다. 과학적 시각화는 데이터를 탐색, 분석 및 이해할 수 있도록 암시적 또는 명시적 기하학적 구조를 사용하여 시뮬레이션 또는 실험의 데이터를 변환, 선택 또는 표현하는 것이다. 과학적 시각화는 주로 그래픽과 애니메이션 기술을 사용하여 고차 데이터의 표현에 초점을 맞추고 강조한다. 실험과 현상의 시각화는 과학 자체만큼이나 오래된 것이기 때문에 시각화의 매우 중요한 부분이자 아마도 첫 번째 부분일 것이다. 과학적 시각화의 전통적인 영역은 흐름 시각화, 의료 시각화, 천체 물리학 시각화 및 화학적 시각화이다. 과학 데이터를 시각화하는 몇 가지 다른 기술이 있으며, isosurface 재구성 및 직접 볼륨 렌더링 이 더 일반적이다.

### 데이터 시각화
데이터 시각화는 도식 형태로 추상화된 통계 그래픽 및 지리 공간 데이터 ( 주제 지도 제작 에서와 같이)를 다루는 시각화의 관련 하위 범주이다.

### 정보 시각화

IPv4의 상대 평균 활용도

정보 시각화는 컴퓨터 지원 도구를 사용하여 많은 양의 추상 데이터를 탐색하는 데 중점을 둔다. "정보 시각화"라는 용어는 원래 Xerox PARC의 사용자 인터페이스 연구 그룹에 의해 만들어졌으며 Jock Mackinlay가 포함되었다.  정보 시각화를 컴퓨터 프로그램에 실제로 적용하는 것은 탐색과 이해를 위한 인간의 상호 작용을 용이하게 하는 형태로 추상 데이터를 선택, 변환 및 표현하는 것을 포함한다. 정보 시각화의 중요한 측면은 시각적 표현과 상호 작용의 역학이다. 강력한 기술을 통해 사용자는 실시간으로 시각화를 수정할 수 있으므로 해당 추상 데이터의 패턴 및 구조적 관계에 대한 비할 데 없는 인식을 제공한다.

### 교육 시각화
교육적 시각화는 시뮬레이션 을 사용하여 교육할 수 있도록 무언가의 이미지를 만드는 것이다. 이것은 원자 구조 와 같이 다른 방법으로는 보기 어려운 주제에 대해 가르칠 때 매우 유용하다. 왜냐하면 원자는 너무 작아서 값비싼 과학 장비 없이는 쉽게 연구할 수 없고 사용하기 어렵기 때문이다.
시각적 표현을 사용하여 최소한 두 사람 사이에 지식을 전달하는 것은 컴퓨터와 비컴퓨터 기반 시각화 방법을 상호 보완적으로 사용하여 지식 전달을 향상시키는 것을 목표로 한다. 따라서 적절하게 설계된 시각화는 데이터 분석뿐만 아니라 지식 전달 프로세스에서도 중요한 부분이다. 하이브리드 디자인을 사용하면 정보 밀도가 향상되지만 명확성이 떨어질 수 있으므로 지식 이전이 크게 향상될 수 있다. 예를 들어, 3D 스칼라 필드의 시각화는 필드 분포를 위한 등표면과 필드의 기울기에 대한 텍스처를 사용하여 구현될 수 있다. 이러한 시각적 형식의 예로는 스케치, 다이어그램, 이미지, 개체, 대화형 시각화, 정보 시각화 응용 프로그램 및 이야기에서와 같은 상상의 시각화가 있다. 정보 시각화는 새로운 통찰력을 도출하기 위해 컴퓨터 지원 도구를 사용하는 데 집중하는 반면 지식 시각화는 그룹으로 통찰력을 전달하고 새로운 지식을 생성하는 데 중점을 둔다. 지식 시각화는 단순히 사실의 전달을 넘어 다양한 보완적인 시각화를 사용하여 통찰력, 경험, 태도, 가치, 기대, 관점, 의견 및 예측 을 추가로 전달하는 것을 목표로 한다.

### 제품 시각화
제품 시각화에는 3D 모델, 기술 도면 및 제조된 구성 요소 및 대규모 제품 어셈블리의 관련 문서를 보고 조작하기 위한 시각화 소프트웨어 기술이 포함된다. 이는 제품 수명 주기 관리의 핵심 부분이다. 제품 시각화 소프트웨어는 일반적으로 실제로 제조되기 전에 제품을 볼 수 있도록 높은 수준의 실사를 제공한다. 디자인, 스타일링부터 영업, 마케팅까지 다양한 기능을 지원한다. 기술 시각화는 제품 개발의 중요한 측면이다. 원래 기술 도면은 수작업으로 작성되었지만 고급 컴퓨터 그래픽스의 등장으로 도면 보드는 컴퓨터 지원 설계로 대체되었다. CAD 도면 및 모델은 3D 모델링, 신속한 프로토타이핑 및 시뮬레이션의 가능성과 같이 손으로 만든 도면에 비해 몇 가지 장점이 있다. 3D 제품 시각화는 온라인 쇼핑객에게 더 많은 대화형 경험을 약속하지만 대규모 3D 콘텐츠 제작은 비용과 시간이 매우 많이 소요될 수 있으므로 소매업체는 3D 콘텐츠 제작의 장애물을 극복해야 한다.

### 비주얼 커뮤니케이션
비주얼 커뮤니케이션은 정보의 시각적 표시를 통한 아이디어의 커뮤니케이션이다. 주로 2차원 이미지 와 관련이 있으며 영숫자, 예술, 표지판 및 전자 리소스가 포함된다. 이 분야의 최근 연구는 웹 디자인 과 그래픽 지향적인 사용성에 중점을 두고 있다.

### 시각적 분석
시각적 분석 은 더 큰 데이터 분석 프로세스의 일부로 시각화 시스템과 인간의 상호 작용에 중점을 둔다. 시각적 분석은 "대화형 시각적 인터페이스가 지원하는 분석적 추론의 과학"으로 정의되었다.
그 초점은 동적으로 변화하는 방대한 정보 공간 내에서 인간의 정보 담론(상호작용)에 있다. 시각적 분석 연구는 사용자가 복잡한 정보 공간에서 예상되는 것을 감지하고 예상치 못한 것을 발견할 수 있도록 하는 지각 및 인지 작업 지원에 중점을 둔다.

## 같이 보기
- 공간 시각화 능력